# Antonina Kostrzewa
Antonina Kostrzewa (ur. 25 marca 1973 we Wrocławiu) – polska pisarka, blogerka, felietonistka.
Studiowała biologię na Akademii Rolniczej we Wrocławiu, którą zakończyła oczekując przyjścia na świat swojej córki – Julki. Całe jej życie związane jest z wrocławskimi Krzykami, gdzie obecnie mieszka i pracuje.
Debiutowała w kwietniu 2010 roku książką „Zawstydzeni, czyli skazani na.. samotność” wydaną przez wydawnictwo Astrum, w której porusza problem samotności i nieśmiałości w obecnych czasach. Jej felietony można przeczytać na portalu eioba.pl czy kobieta.onet.pl. Prowadzi bloga Samotna w wielkim mieście.

## Powieści
- „Zawstydzeni, czyli skazani na.. samotność”[2] (Wydawnictwo Astrum 2010).

## Opowiadania
- „Nikczemnik” – antologia opowiadań „31.10. Halloween po polsku”[3] (2011),
- „Opowieść wigilijna, czyli święta nie istnieją” – antologia opowiadań „O, choinka! Czyli jak przetrwać święta”[4] (2011),
- „Rzeźnik” – antologia opowiadań „31.10. Halloween po polsku”[5] (2012),
- „Marta” – ebook (2012),
- „Powroty” – antologia opowiadań „31.10. Halloween po polsku”[6] (2013),
- „Wakacje mają smak wiśni” – ebook (2013).